# バナナチップス
バナナチップス（英語: Banana chips）またはバナナクリスプス（イギリス英語: Banana crisps）は、薄切りにしたバナナを揚げたり乾燥させたりしたスナック菓子で、通常はカリカリしている。これは、普通はより堅くてデンプンが豊富な調理用バナナやプランテンなどの品種から作られ、サバやネンドランのような栽培品種が使用される。使用するバナナは甘いものや風味の良いものでもよく、砂糖や蜂蜜や塩や様々な香辛料などをコーティングしたりまぶしてもよい。
バナナチップスは、重要な貿易を行っている唯一のバナナ加工品である。バナナチップスの主な輸出国はフィリピンである。バナナチップスの輸出市場は、タイ王国とインドネシアでも確立している。

## 揚げバナナチップス
揚げバナナチップスは、普通は薄切りにした未熟なバナナをひまわり油かヤシ油で揚げて製造される。これはポテトチップスと同様に乾燥しており、約4%の水分を含み、塩、香辛料、砂糖または赤糖でコーティングされている。時にはバナナ風味が加えられることもある。熟したデザート用バナナを使用すると、ねっとりした仕上がりになる。これはドライチップスではなくデザートに使用される。

## 乾燥バナナチップス
バナナチップスの種類によっては、食品を乾燥させるだけで製造できるものもある。乾燥させただけの薄切りにしたバナナは暗黄色でカリカリではなく、茶色で堅く噛みごたえがある。これはとても甘く、バナナの風味が濃い。これは、理想的には完熟したバナナから作られる。別の方法としてオーブンで焼いて作ることもできるが、この方法では同じような濃いバナナの風味を得られない可能性がある。

## 栄養
乾燥バナナチップスは、4%の水分、58%の炭水化物、34%の脂肪、2%のタンパク質を含む。また、100グラムあたり520キロカロリーのエネルギー、RDIの21%のマグネシウム、20%のビタミンB6、10%の鉄分と銅、11%のカリウムなどの豊富な栄養素を含む。その他の微量栄養素は、RDIに対して無視できる量である。

## 各国のバナナチップス

### フィリピン
フィリピンはバナナチップスの主要輸出国で、アメリカ合衆国、カナダ、欧州連合、日本、オーストラリア、大韓民国、中華人民共和国、ロシアを含む30以上の国に大量に輸出している。2009年のフィリピンのバナナチップス輸出による年間収益は約3500万ドルだった。
フィリピンには、Pinasugbo のような伝統的な料理からチーズパウダーをまぶした現代的なものまで様々なバナナチップスがある。フィリピンのバナナチップスは主にサババナナやカルダババナナから作られており、後者はサイズが大きいので商用のバナナチップスで好まれている。国内と家庭向けの場合は、薄切りにした新鮮なバナナを直接揚げて作る。輸出市場向けの商用バナナチップスの主な製造方法は、浸透脱水とそれに続いて375 °F (191 °C) のヤシ油で1分間揚げるものである。揚げられたチップスは特徴的な明るい色をしている。

### インド
ケララ州では nenthra-kaaya oopperi、vazhaykka upperi または upperi として知られるフライドプランテンチップスはヤシ油で揚げられる。この種類のチップスには、熟したプランテンと未熟なプランテンの両方が使用される。スパイシーで甘いチップスを作るために、マサラか赤糖でコーティングされている場合もある。プレーンなバナナチップスとプランテンチップスは、それぞれ pachkkaya varuthathu と kaya upperi と呼ばれている。甘い赤糖でコーティングされたバナナチップスは sharkara upperi または sharkkara varatty と呼ばれており、後者がより高価である。Sharkara varatty は、結婚式やオナムの際に提供されるサディヤと呼ばれる伝統的なケララ州の料理に欠かせないものである。

### インドネシア

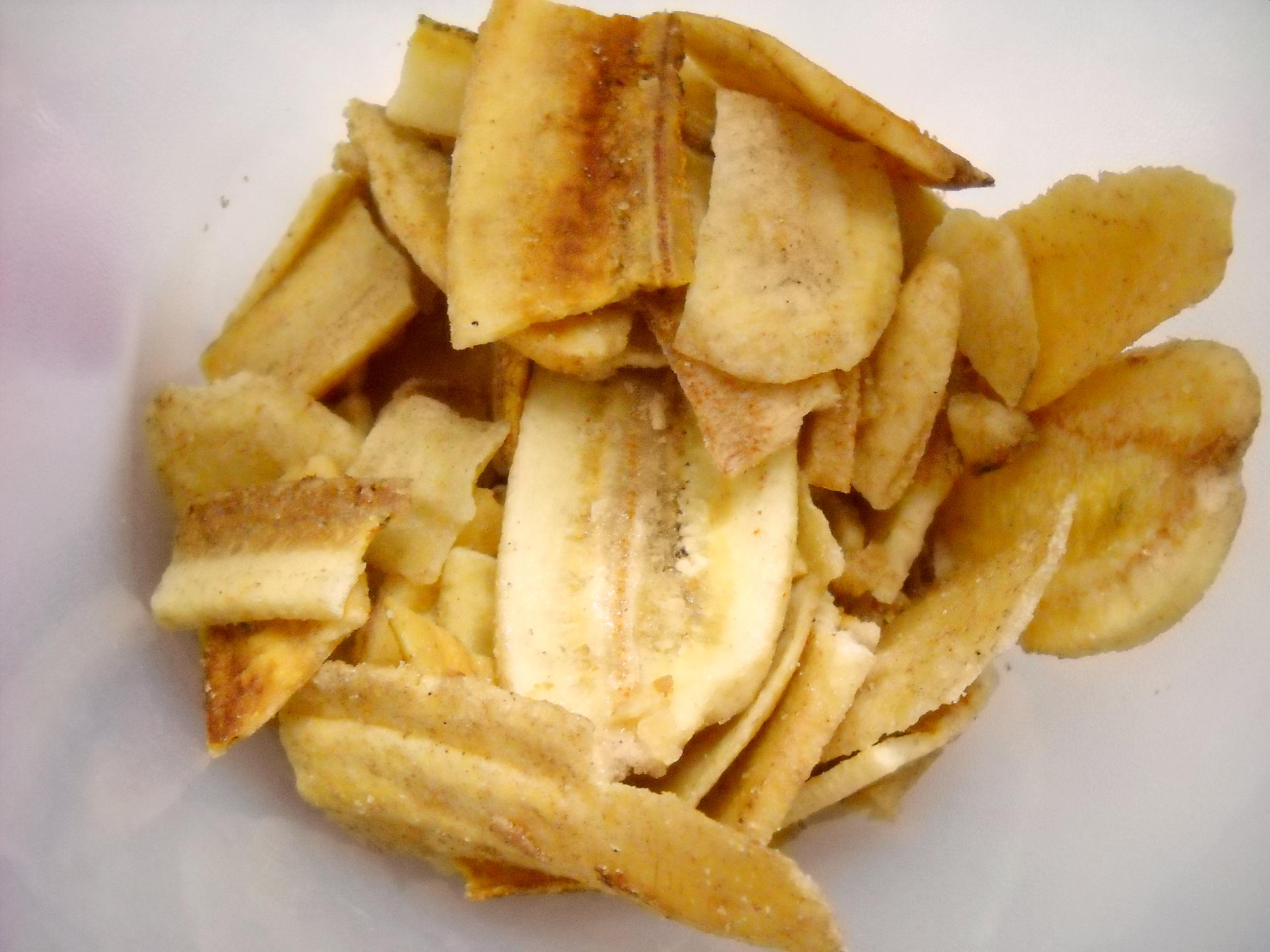
インドネシアのクリピック・ピサン（Kripik pisang、バナナチップス）

バナナは海域東南アジア原産の植物で、この地域の人々はスナック菓子としての使用を含めて古くからバナナの利用方法を生み出してきた。インドネシアではバナナチップスはクリピック・ピサン（インドネシア語: Kripik pisang）と呼ばれており、これは伝統的なカリカリしたチップスのクリピック（インドネシア語: Kripik）の変種とみなされている。クリピック・ピサンはカリカリしている人気のスナック菓子で、インドネシアでよく見られ、ジャワ島とスマトラ島ではより普及していると見られる。北マルク州では、アヒルのくちばしの形をしたピサン・ムル・ベベ（インドネシア語: Pisang mulu bebek）が人気である。これは、サンバルと揚げラッカセイと揚げアンチョビと一緒に提供される。ランプン州では、バナナチップスはチョコレートパウダーと組み合わされてクリピック・ピサン・チョコラ（インドネシア語: Kripik pisang coklat）と呼ばれている。
普通は未熟な緑色のバナナを薄切りにし、ライムと塩を混ぜた水に浸してからチップスとして揚げる。未熟なバナナは水分と糖分が少なくデンプンが豊富なので、揚げ物によく適している。ピサン・ゴレン（インドネシア語: Pisang goreng）も揚げたバナナのスナック菓子だが、薄切りにはなっておらず、甘いホットスナックとして提供される。

### アメリカ州
バナナチップスはミューズリーとナッツミックスの一部ということがよくある。トストーネなどの他のチップスは塩辛い。チフレスと呼ばれる同様のチップスは、バナナの仲間であるプランテンから作られる。熱帯アメリカの文化では全てのバナナはプランテンとみなされるが、全てのプランテンがバナナというわけではない。これらの揚げプランテンチップスはメキシコ南東部、特にタバスコ州でも非常に人気がある。

## ギャラリー

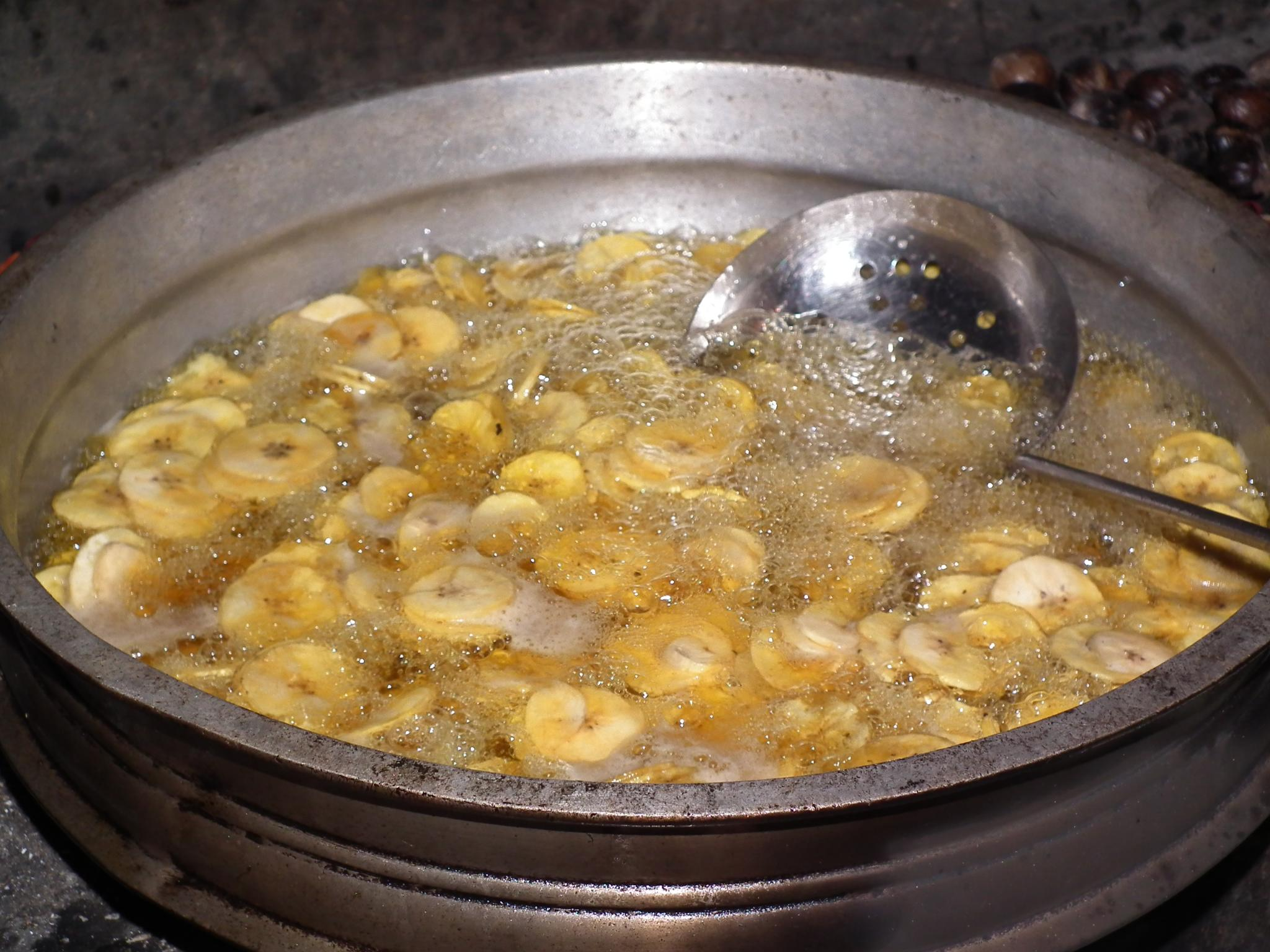
揚げられているバナナチップス
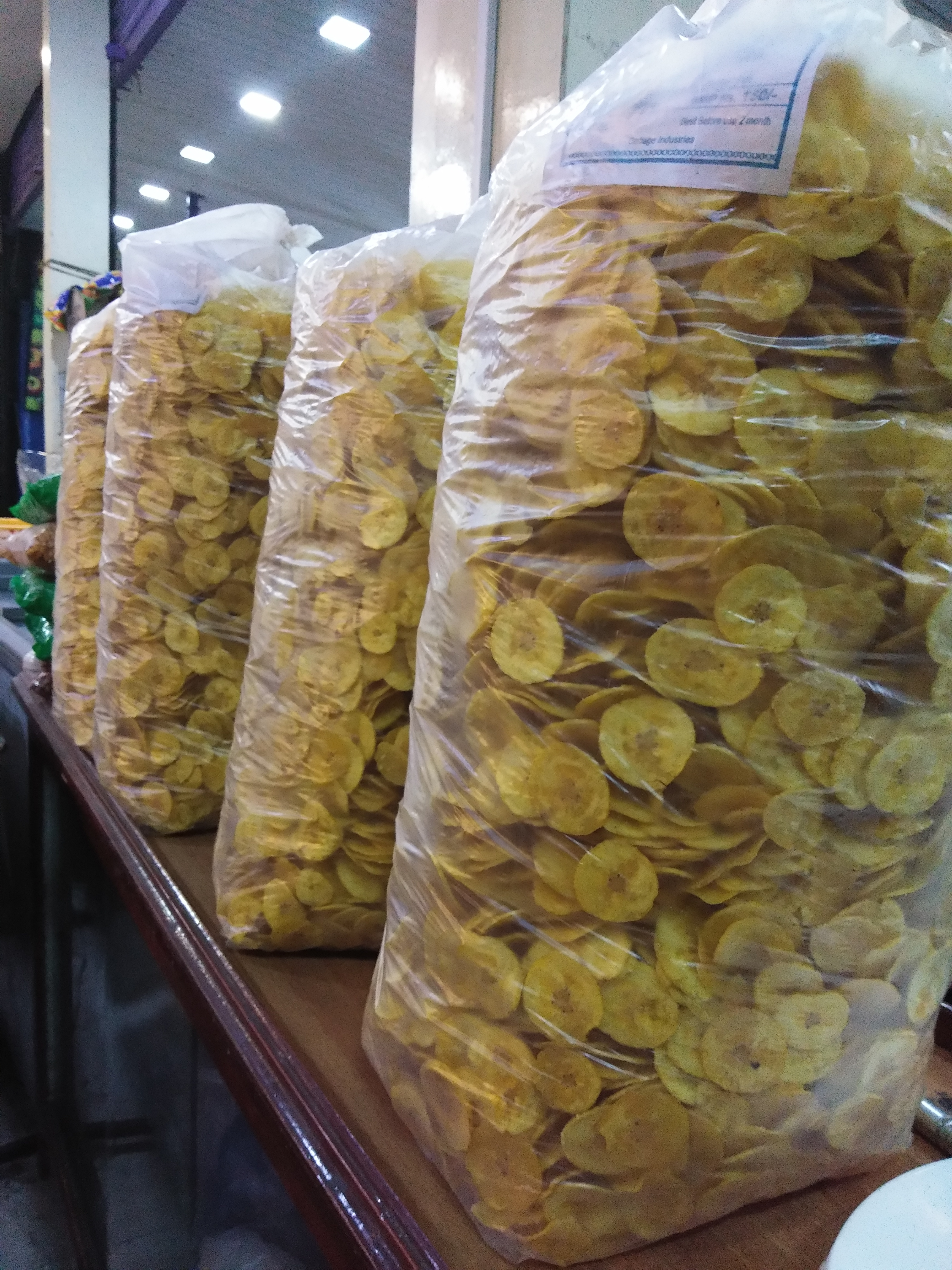
揚げバナナチップス
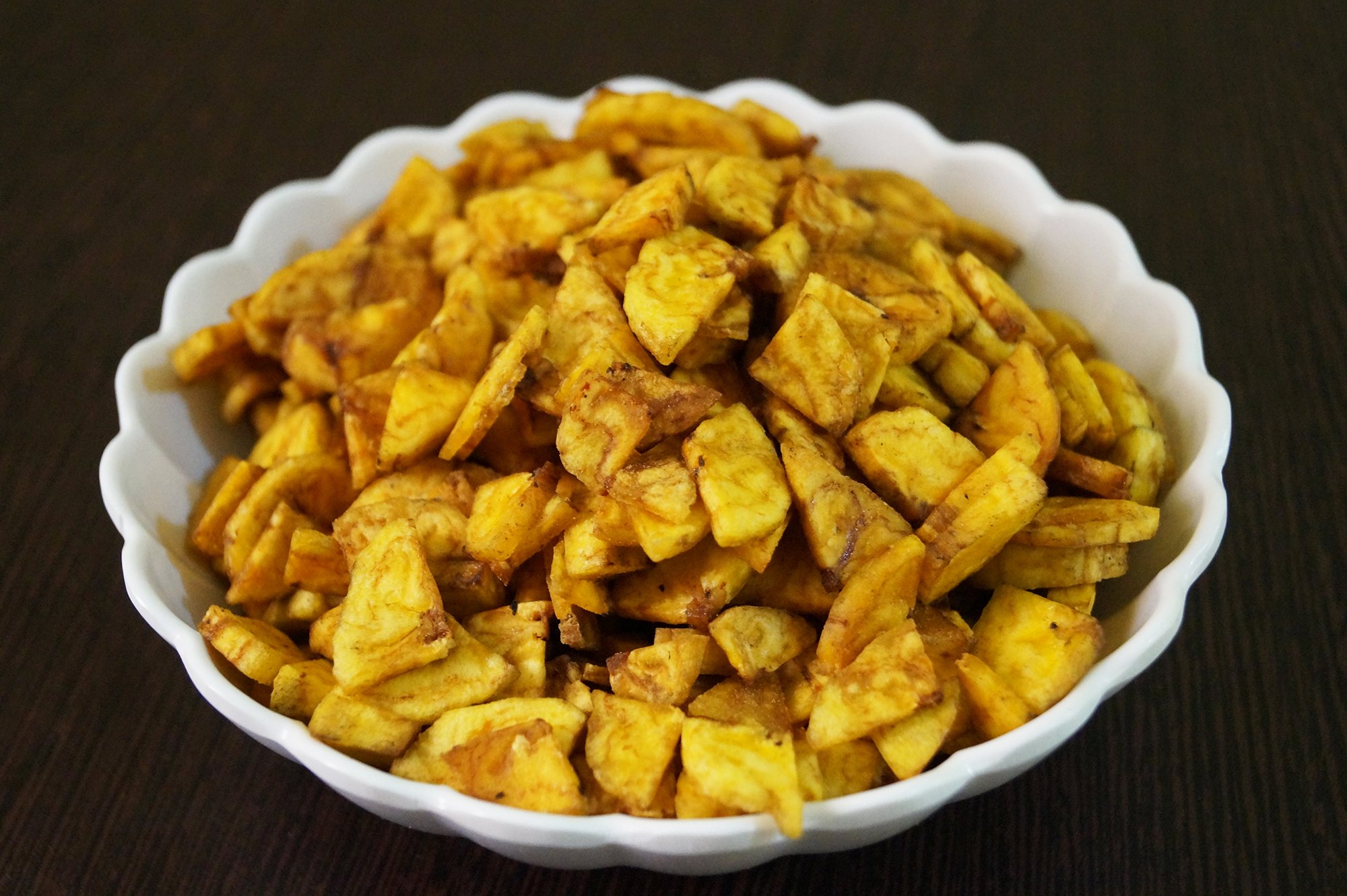
自家製バナナチップス
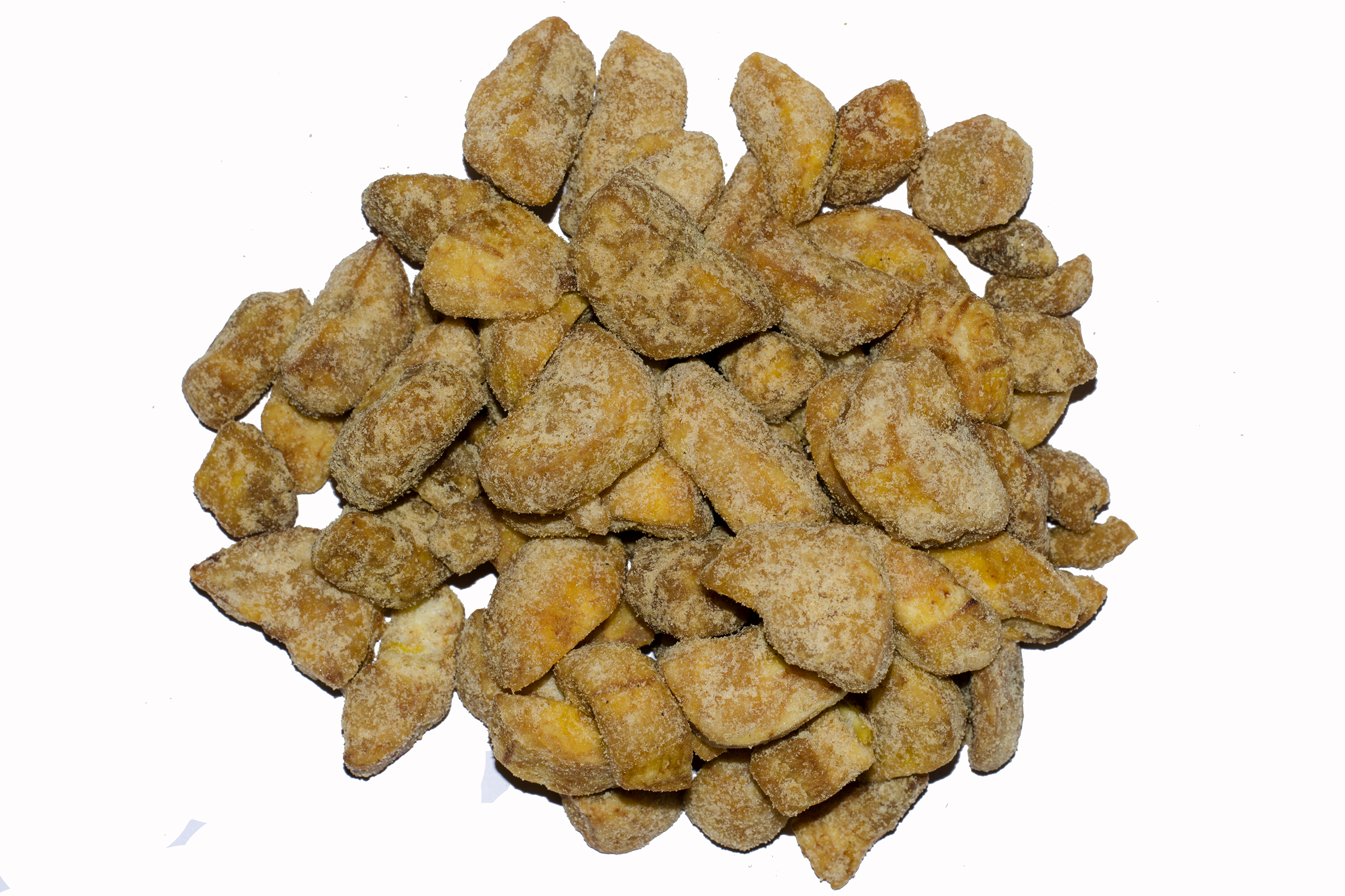
赤糖でコーティングされたバナナチップス
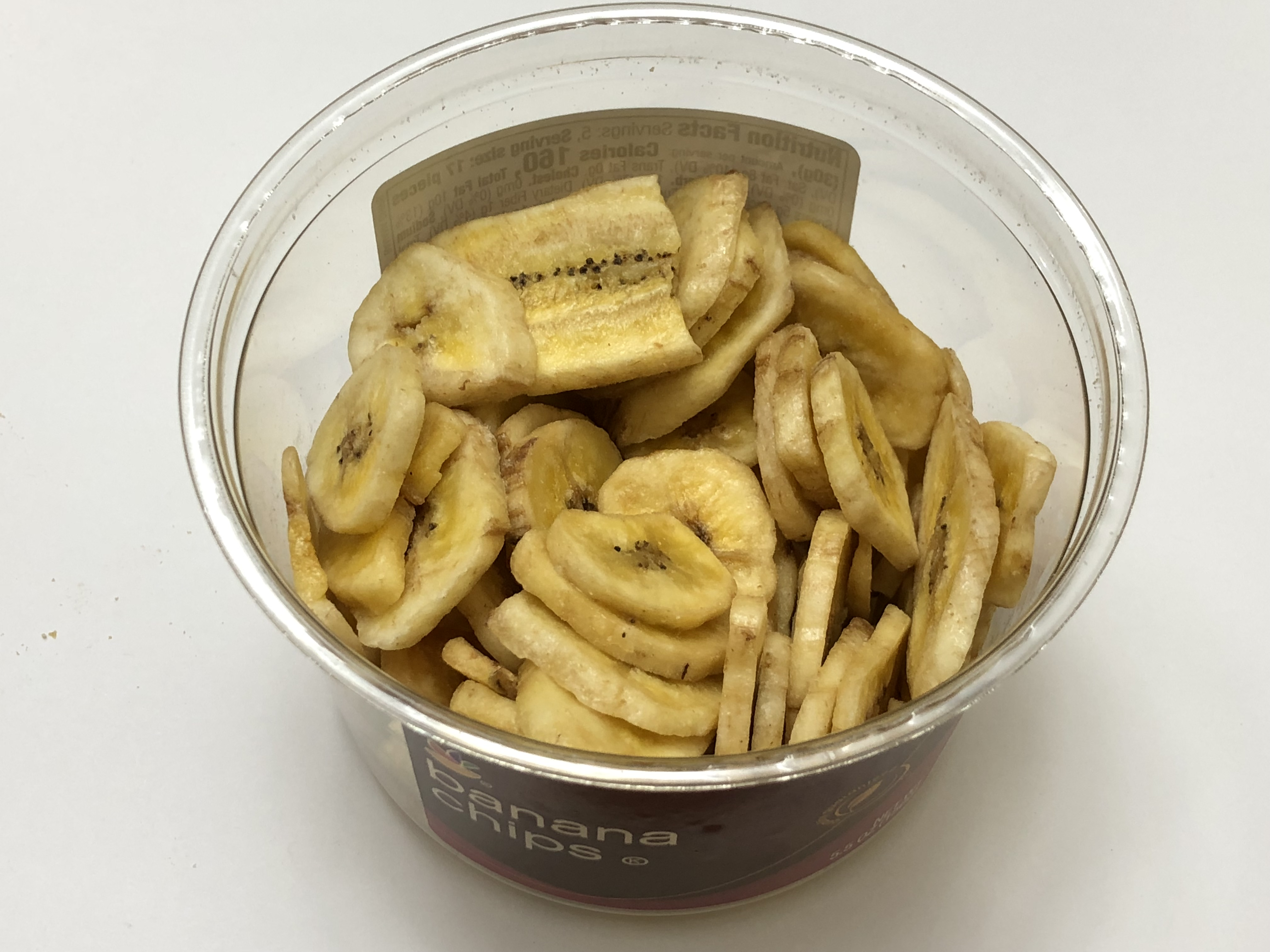
乾燥バナナチップス
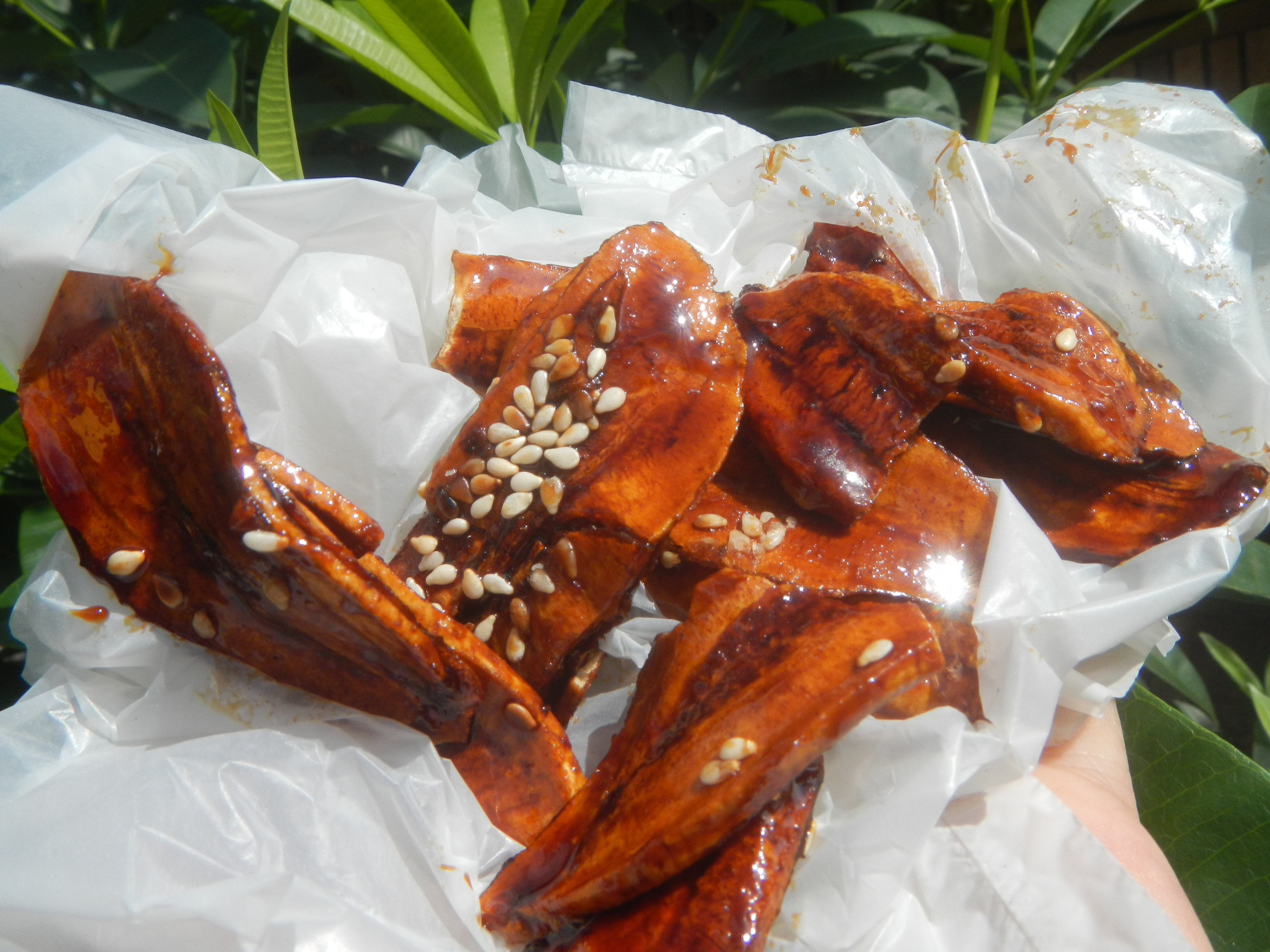
フィリピンの西ビサヤ地方の伝統的なバナナチップスのPinasugbo（英語版）
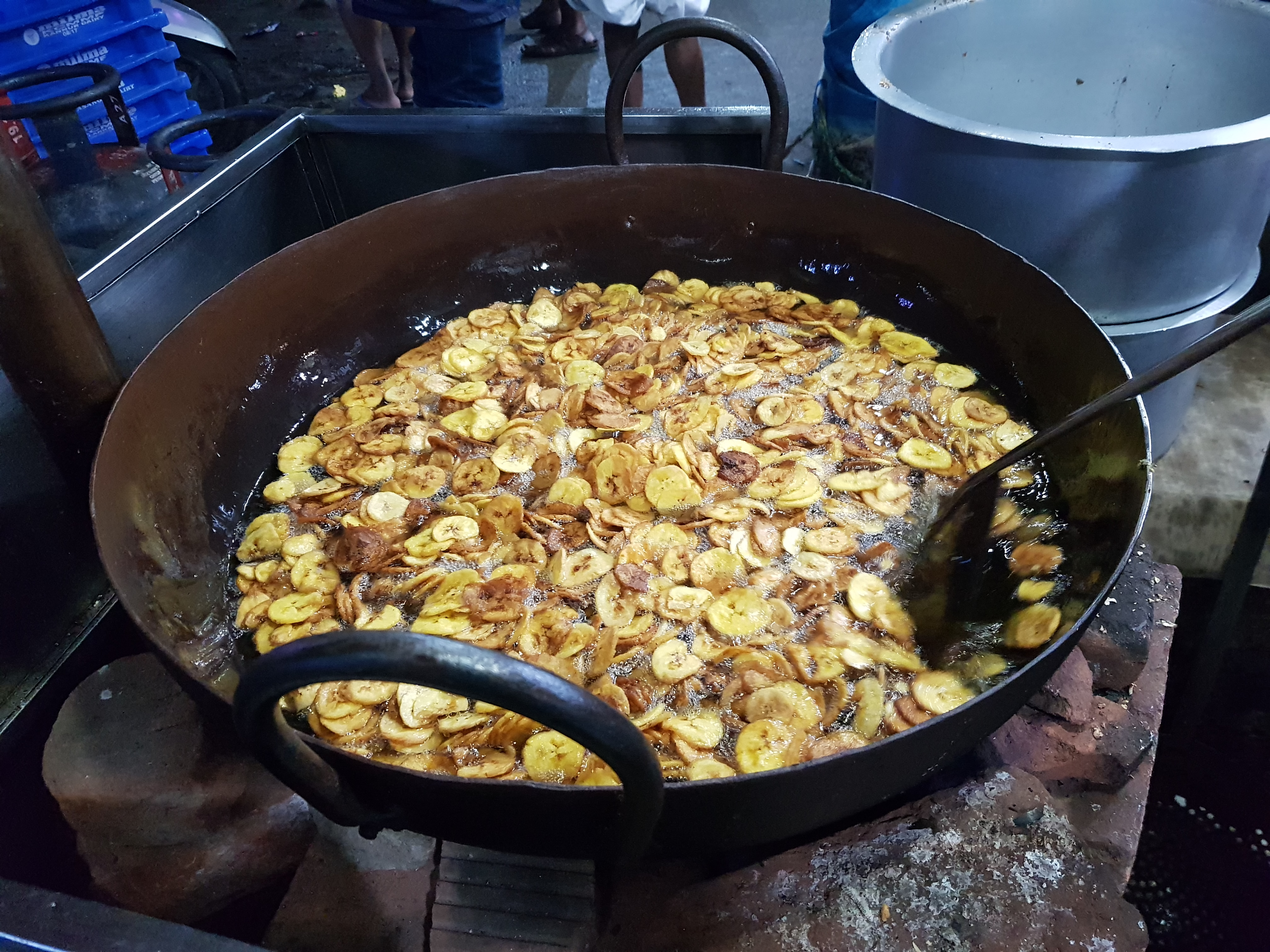
インドのケララ州パラカッド（英語版）の店舗で揚げられているバナナチップス
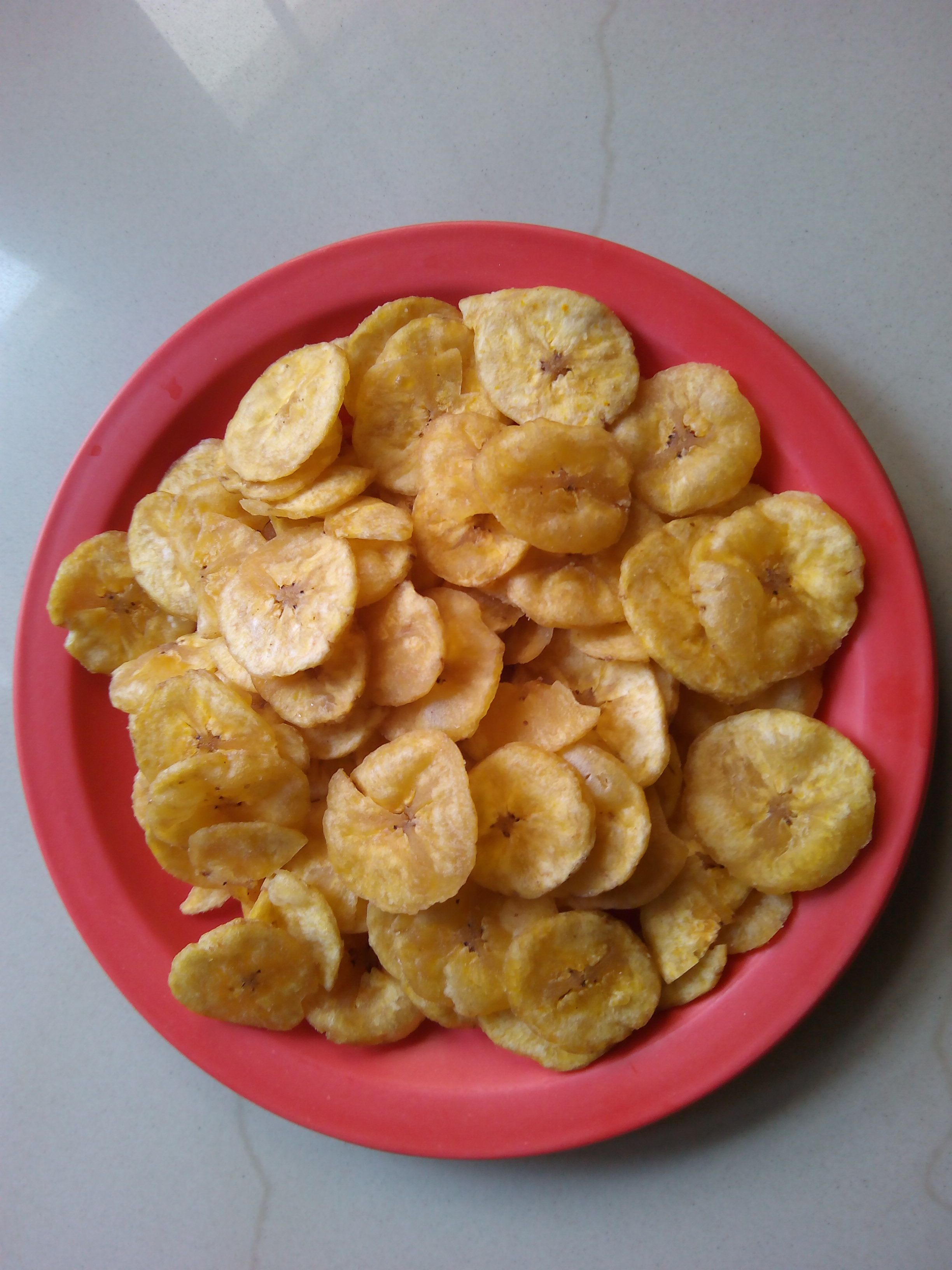
熟したバナナを使用したインドのバナナチップス
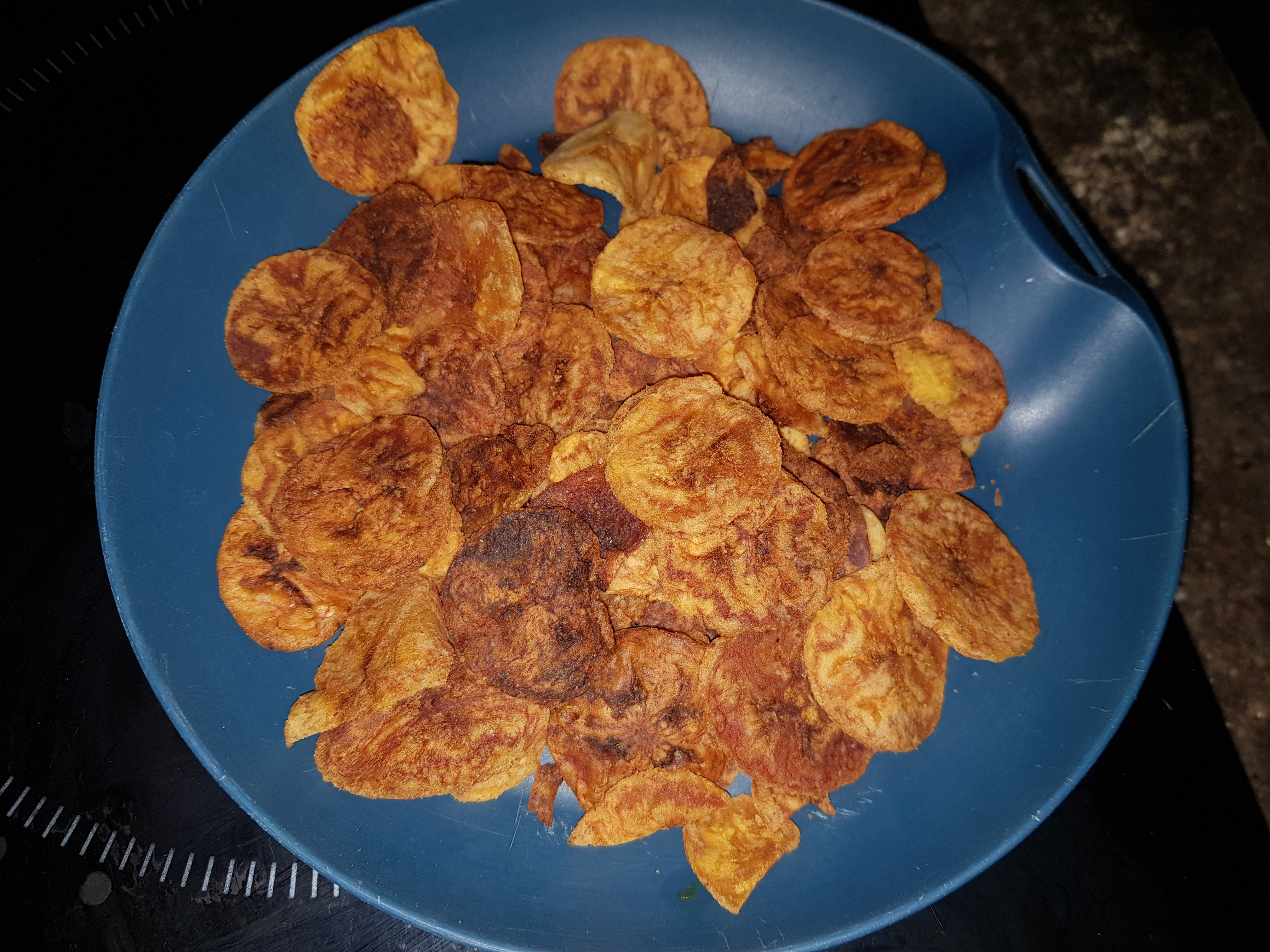
熟したバナナを使用して作られたインドのケララ州のバナナチップス